# Tomáš Novák
Tomáš Novák (14. srpna 1946 Brno — září[zdroj⁠?!] 2021) byl český poradenský psycholog, specializující se zejména na otázky související s manželstvím rodinou a asertivitou v praktickém životě.

## Život
V letech 1964 až 1969 vystudoval psychologii na Filosofické fakultě tehdejší Univerzitě Jana Evangelisty Purkyně v Brně. Titul PhDr. získal v roce 1971 na Univerzitě Palackého v Olomouci.
Již za studií začal pracovat na Psychologické výchovné klinice v Brně. Poradenství se věnuje po celou svoji odbornou praxi. Prvních deset let se věnoval poradenství pedagogicko-psychologickému u dětí, mládeže a jejich rodičů, další desetiletí od roku 1979 pak výběru žadatelů i dětí pro náhradní rodinnou péči – osvojení a péče pěstounská. V rámci svého působení v Krajské manželské a předmanželské poradně Brno psychologicky vyšetřil více než polovinu z celkového počtu vážných zájemců o osvojení či pěstounskou péči u dítěte.[zdroj?] Problémy běžného manželského konfliktu se zabýval převážně externě v manželské poradně tehdejšího MÚNZ Brno.
Od roku 1989 se věnoval převážně manželskému a rozvodovému poradenství. Od roku 1990 externě vyučoval na Fakultě sociálních studií a Filosofické fakultě Masarykovy univerzity v Brně. Do roku 2012 v Manželské a rodinné poradně a poté jako soukromý psycholog. Zaměřoval se na poradenství rozvíjející u klienta vlídnou asertivitu, tj. protiklad jak primitivního prosazování se jakož i naučené bezmocnosti. Byl velmi moudrý a lidský psycholog.

### Odborné publikace
- Předrozvodové a rozvodové poradenství, Praha, Grada 2005, ISBN 978-80-247-1449-3, spoluautor s Bohumilou Průchovou
- Manželské a rodinné poradenství, Praha, Grada 2006, ISBN 80-247-1316-0
- Partnerské a rodinné poradenství. Práce s klienty, Praha, Grada 2006, ISBN 80-247-1526-0, spoluautor s Hanou Drinockou
- Předmanželské poradenství, Praha, Grada 2007, ISBN 978-80-247-1730-2, spoluautor s Martou Hargašovou
- Psychologické poradenství v náhradní rodinné péči, Praha, Grada 2008, ISBN 978-80-247-1788-3, spoluautor se Zbyňkem Gabrielem
- Skupinové poradenství, Praha, Grada 2009, ISBN 978-80-247-2642-7, str.193-222, autoři: Martou Hargašovou a kolektiv – spoluautor
- Testy osobnosti. Praha, Grada, 2004.
- Family therapy in the Czech republic. Společně s Vlastislav Chvála, Ludmila Trapková a Zuzana Lattová. International review of Psychiatry, Vol. 24, Issue 2, 2012.
- Jak nás vidí klienti, časopis Psychológia a patopsychológia dieťata, 1984, společně s Miloslav Kotek a Věrou Capponi.
- Kursy duševní hygieny a relaxačních technik pro vysokoškoláky. časopis Psychológia a Patopsychológia Dieťaťa, 1984, 19(5). společně s Věrou Capponi..

### Populárně vědecké publikace (výběr)
- Sám sobě dospělým,dítětem i rodičem, Praha, Grada 1993, ISBN 80-7169-017-1, spoluautor s Věrou Capponi, kniha přeložena do ruštiny a bulharštiny
- Sám sobě mluvčím, Praha, Grada 1994, ISBN 80-7169-064-3, spoluautor s Věrou Capponi, přeloženo do ruštiny a bulharštiny
- Proč mi děláš scény?! aneb Máte doma hysterického partnera?, Era, 2002, ISBN 80-86517-26-8, spoluautor s Hanou Drinockou
- Asertivně do života, Praha, Grada 2012 (3.vydání), ISBN 978-80-247-3869-7, spoluautor s Věrou Capponi, přeloženo do ruštiny a bulharštiny
- Sám sobě psychologem, Praha, Grada 2013 (4.vydání), ISBN 80-247-0606-7, spoluautor s Věrou Capponi, přeloženo do ruštiny a bulharštiny
- Asertivní žena, Praha, Grada 2008 (3.vydání), ISBN 978-80-247-2426-3, spoluautor s Yvetou Kudláčkovou
- Proč jsi stále tak neklidný, Praha, Grada 2013 (2. vydání), ISBN 978-80-247-4226-7
- Proč se mnou nemluvíš ?!, Praha, Grada 2013, ISBN 978-80-247-4686-9
- Jak bojovat se stresem? Praha, Grada, 2004.
- O otcovské roli. Praha. Grada, 2013.
- Sourozenecké vztahy. Praha, Grada, 2007.
- Péče o dítě po rozvodu a její úskalí. Praha, Grada, 2012.
- Sám sobě psychologem 2, Praha, Grada, 2010.
- Jak vychovat sebevědomé dítě. Praha, Grada, 2013.
- Jak (ne)rozumět emocím stárnoucích rodičů. Praha, Grada, 2014.
- Vztah otce a syna. Praha, Grada, 2008.
- Vztah otce a dcery. Praha: Grada, 2009.
- Vztah matky a dcery. Praha, Grada, 2008.
- Vztah matky a syna. Praha, Grada, 2008.
- Jednej asertivně! Praha, Grada, 2012.
- Mnohem menší dareba, než jste čekali. Praha, Grada, 2014.
- Věkový rozdíl mezi partnery. Praha, Grada, 2007.
- Manželství jako trvalý stres. Praha, Grada, 2010.
- Asertivitou k sebedůvěře. Praha, Grada, 2011.
- Tréma a jak s ní bojovat. Praha, Grada, 2014.
- Žárlivost a jak ji zvládat. Praha, Grada, 2009.
- Jak předejít krizi v manželství. Praha, Grada, 2004.
- Sebedůvěra - cesta k úspěchu. Praha, Grada, 2015.
- Jak se domluvit s tchyní. Praha, Grada, 2006.
- Pozitivně na manželství. Praha, Grada, 2013.
- Přestaňte se podceňovat. Praha, Grada, 2005.
- Jak s dobrou náladou překonat nepříjemné situace. Praha, Grada, 2010.
- Jak (pře)žít se stárnoucími rodiči. Praha, Grada, 2013.
- Asertivita v manželství a v rodině. Praha, Grada, 2013.
- Asertivně na stres svátečních chvil. Praha, Grada, 2007.
- Takový bezvadný chlap a žít se s ním nedá. Praha, Grada, 2005.
- Věřte sami sobě. Praha, Grada, 2010.
- Střídavá péče o dítě: zájem dítěte především. Praha, Portál, 2013.
- Peklo v duši. Praha, Grada, 2016, společně s Hana Lásková
- Sám proti agresi, Praha, Grada, 1996, společně s Věrou Capponi.
- O předsudcích, Brno, Doplněk, 2002.
- Jak se prosadit. Asertivně do života. Svoboda - Libertas, 1992.

### Odborné texty pro práci psychologů
- Příručka k nácviku asertivity. Psychodiagnostické a didaktické testy, Bratislava 1989, spoluautor s Věrou Capponi
- Programované diskusní skupiny. Psychodiagnostické a didaktické testy, Bratislava 1990, spoluautor s Věrou Capponi a M. Kotek

obě publikace vydány opakovaně